# 호타카다케산
호타카다케산(일본어: 穂高岳 호타카다케[*])은 해발 3,190m로 후지 산, 기타다케 산에 이어 일본에서 세번 째로 높은 산이다. 나가노현 마쓰모토시와 기후현 다카야마시의 경계에 있다.
야리가(槍山)의 남쪽에 위치하며, 앞 호타카, 구석 호타카, 북 호타카, 서 호타카 등의 여러 봉우리로 나뉘며 험준한 암봉군(岩峰群)은 암벽타기(rock－climbing)의 적소로 알려져 있다. 히다산맥(북알프스) 여러 봉우리 중에서도 가장 풍경이 좋다.

## 같이 보기
- 일본백명산
- 가미코치
- 히다산맥
- 일본의 관광